# 龍湖 (鄭東新區)

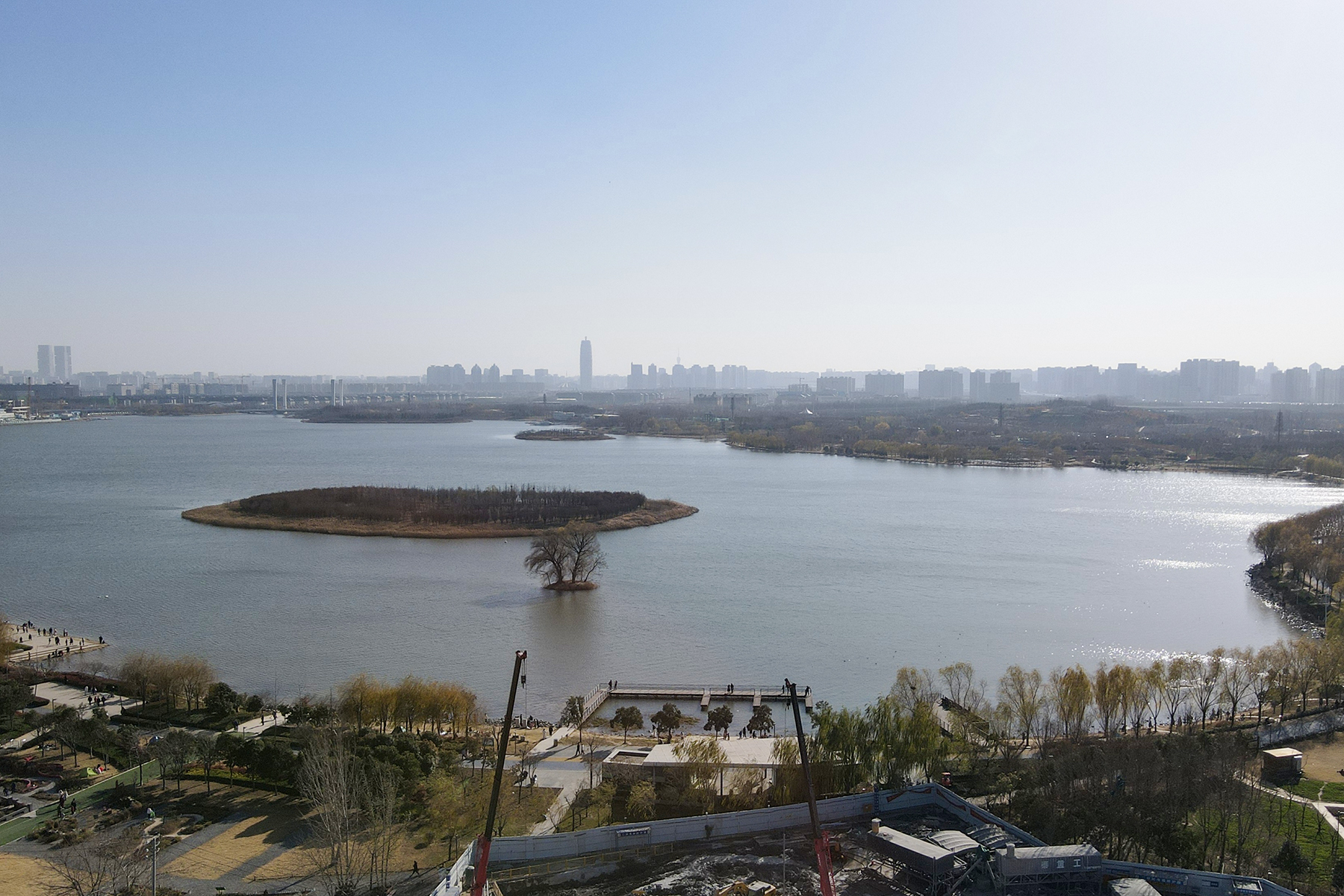
龙湖西侧景观

龙湖位于中华人民共和国河南省郑州市郑东新区，南臨北三环，北靠龙湖内环路（北），東臨龙湖内环东路，西依龙湖内环西路。龍湖區域有鄭州龍湖公園。龍湖中央有鄭州金融島。

## 周邊交通
郑州地铁4号线龍湖北站、金融島北站、金融島南站、龍湖南站。
鄭州公交鄭東新區自動駕駛1號線環繞該湖。